# Кульчицкий, Валентин Михайлович
Валентин Михайлович Кульчицкий (23 октября 1881, Одесса — 9 декабря 1942, Харьков) — русский офицер и литератор. Участник Русско-японской и Первой мировой войн. Автор книги «Советы молодому офицеру», также известной как «Кодекс чести русского офицера».

## Биография
Православный, из дворян Херсонской губернии. Отец Михаил Васильевич (1856–1930), участник Русско-Турецкой войны 1877—1878 годов. Мать Евгения Фёдоровна, урождённая Цвайгер (1860—1941) — актриса, сценический псевдоним Евгеньева. 
- Сестра — Нина Михайловна, в замуж. Чехова (1883–1955). В 1920 году эмигрировала вместе с мужем и братом Ростиславом. Актриса. Похоронена в Ницце на кладбище Кокад.
- Брат — Ростислав Михайлович Кульчицкий, инженер. Жил во Франции.

Жена (с 1917)  — Дарья Андреевна Яструбинская (1896–1973), служила в Харьковском театре драмы.
Дети: 
- Михаил Валентинович Кульчицкий, поэт
- Олеся (Ольга) Валентиновна Кульчицкая (1928–2009, Киев), дирижер, педагог

## Военная служба
Окончил 5 классов 2-й Иркутской гимназии. Поступил 13 июня 1900 года на службу в 42-й драгунский Митавский Его Королевского Высочества Принца Прусского Альберта полк рядовым на правах вольноопределяющегося 2 разряда. В 1901 зачислен в полковую учебную команду, которую окончил в 1902. По окончании произведен в младшие унтер-офицеры, после уволен в запас армии. По мобилизации призван в 1904 году из запаса на действительную службу в 5-й кавалерийский запасный полк, в 1905 переведён в 51-й драгунский Черниговский полк. Выступил с 1-м маршевым эскадроном 5-го запасного кавалерийского полка из села Балаклея Харьковской губернии в военный поход на Дальний Восток. Участвовал в русско-японской войне. 11 ноября 1905 награждён знаком отличия Военного ордена 4 ст. №140301. По окончании военных действий в сентябре 1906 рекомендован и принят в Тверское кавалерийское училище для прохождения курса наук с зачислением в общий класс. В 1907 году на Императорском приёме Георгиевских кавалеров был представлен государю. В 1909 году, по окончании училища, произведен в корнеты с назначением на службу в 12-й драгунский Стародубовский полк.
Участвовал в Первой мировой войне, в Брусиловском прорыве. В 1914 награждён орденом св. Станислава 3 степени, в 1916 орденом св. Станислава 2 степени. В том же году вторично представлен государю.

## После революции
В 1918 году Валентин Михайлович закончил военную службу и получил юридическое образование в Харьковском университете. С середины двадцатых годов работал в адвокатуре.
В 1933 репрессирован. Валентин Михайлович был арестован «за сокрытие социального происхождения»:
Вина отца заключалась в том, что в анкете он не сообщил о своем дворянском происхождении. Отец искренне считал, что революция уничтожила все различия и классы, и не придал значения такой «важной» графе. Сослали его вначале на Беломорско-Балтийский канал, а потом в Карелию.Олеся Валентиновна
Освобождён в 1936 «за отсутствием состава преступления», но проживать в больших городах не разрешалось. Валентин Михайлович снял комнату в Белгороде и работал табельщиком на заводе. В 1937 возвращается в Харьков, с 1938 снова работает юрисконсультом.
В 1942 году арестован и забит до смерти в гестапо украинским полицаем Василенко. Похоронен на 8-м кладбище Харькова, могила не сохранилась.

## Советы молодому офицеру
«Советы молодому офицеру» — обобщённый свод правил, наблюдений и житейских афоризмов, составленный Валентином Михайловичем за годы службы. Она задумывалась в помощь молодым офицерам, рассказывая о сущности военной службы, отношениях к начальству и подчинённым солдатам, правилах военных занятий, о суде и защите чести и простые жизненные мудрости и советы. В связи с военным временем проводился ускоренный выпуск офицеров и книга Кульчицкого оказалась очень востребованной в военной среде. Она выдержала шесть переизданий за 1915—1917 годы. После революции не переиздавалась, но существовала в виде перепечаток.
Цѣль этого своеобразнаго труда — желаніе предотвратить от ложнаго, губительнаго шага неопытную военную молодёжь. Здѣсь собраны старыя, но вѣчныя истины, которыя большинствомъ забыты, а молодымъ офицерамъ неизвестны.
Выпускъ настоящаго справочника третьимъ изданиемъ говоритъ за себя.В.М. Кульчицкий, предисловие к 3-му изданию
21 октября 1943 года главная газета Красной Армии «Красная Звезда» начала печатать цикл статей «Традиции русского офицерства». В них неоднократно цитировался «русский военный теоретик В. Кульчицкий», его мысли о морали офицера, о воспитании чести, долга, патриотизма. «Советы» были приняты за основу кодекса Советской гвардии, были рекомендованы к изучению в ВВУ СССР.
В 2014 году Нижегородское издательство «Чёрная сотня» издало «Советы молодому офицеру» под названием «Кодекс чести русского офицера», в оригинальной, дореформенной орфографии. В последующие годы книга неоднократно переиздавалась.